# Hans Mossin (1678-1755)
 Der er flere personer med dette navn, se Hans Mossin.
Hans Mossin (født 1678 eller muligvis 1680 i Randers, død 29. september 1755 i Køge) var en dansk præst.
Mossin blev student fra hjembyens skole 1698. Han tog teologisk attestats 1701 og blev 1709 sognepræst til Skuldelev og Selsø og 1727 provst i Horns Herred. I 1731 blev han sognepræst ved Trinitatis Kirke i København, og 1736 forflyttedes han til Nicolai Sogn. 
I København blev han indviklet i de voldsomme kirkelige stridigheder, som da fandt sted. Allerede 1734 havde han i sin egenskab af studenternes præst indberettet til den kommission, der da var nedsat for at dæmpe stridighederne mellem præsterne, at studenter havde meldt ham, at professor Reuss på sine forelæsninger brugte ytringer, der måtte fremkalde tvivl om hans rettroenhed. Dette hindrede dog ikke hans forflyttelse til Nicolai Sogn, måske fordi han havde en mægtig beskytter i grev Danneskiold-Samsøe. Men det viste sig straks, at mændene af den pietistiske retning, der nu helt havde sejret, havde mistillid til ham. 
Den reformation, der skulle gennemføres, sattes i København for en stor del i værk ved, at man ansatte unge, ivrige pietister som kateketer ved sognekirkerne. To sådanne, A. Balslev og H. Rehling, ansattes også tværtimod Mossins indstilling ved hans kirke. Han kom straks i strid med dem, og i sommeren 1737 forklarede han menigheden, at kateketerne ikke lærte den sande lærdom, men førte en falsk og djævelsk lærdom. Biskoppen fik befaling til at give ham en irettesættelse; men Mossin ville ikke lade det bero derved, men skrev en forklaring, som han sendte kongen. Der blev nu efter Bluhmes forslag nedsat en kommission for at undersøge sagen. 
Denne fældede 1738 den dom, at der intet væsentligt var at udsætte på den lærdom, begge parter førte, men Mossin havde forset sig mod loven og ritualet så vel som mod kongens forbud ved at tale om sagen på prædikestolen; de af ham brugte udtryk om kateketerne mortificeredes, han dømtes fra sit embede og til en større mulkt. Dommen gjorde både opsigt og indtryk. I de ortodokse kredse huskede man dette forfølgelsens år, hvor det havde vist sig, at der ikke længere ville blive tålt opposition mod pietismen. Mossin blev dog 1740 atter ansat som sognepræst i Køge. Der kendes kun lidt til ham uden for den her omtalte sag. Efter hans indlæg at dømme har det været ham en samvittighedssag at værge kirken mod, hvad han anså for falsk lære.